# Szuwar turzycy błotnej
Zespół turzycy błotnej, szuwar turzycy błotnej (Caricetum acutiformis) – zespół roślinności łąkowo-szuwarowej budowany głównie przez turzycę błotną.

## Charakterystyka
Łąka turzycowa (szuwar niski) zajmująca podmokłe siedliska lądowe – porastające brzegi cieków i zbiorników wodnych. Tworzy torfowisko niskie, czasem pło. Siedlisko o odczynie od lekko kwaśnego do lekko zasadowego. Podłoże organiczno-mineralne, torfiejące. Wczesne stadia charakteryzuje większa wilgotność (woda do 0,5 m głębokości), obecność gatunków wodnych i szuwaru wysokiego oraz wyższe pH,  następne są suchsze i kwaśniejsze, z bujną warstwą mszystą. W sukcesji zastępuje zbiorowiska szuwaru wysokiego, a przechodzi w inne rodzaje torfowisk i  turzycowisk, ewentualnie w łozowiska i olsy.
Występowanie
Pospolite w całej Polsce, mniej liczne w części południowej.
Charakterystyczna kombinacja gatunków
ChAss. : turzyca błotna (Carex acutiformis).
ChCl. : żabieniec babka wodna (Alisma plantago-aquatica), ponikło błotne (Eleocharis palustris), skrzyp bagienny (Equisetum fluviatile), manna mielec (Glyceria maxima), trzcina pospolita (Phragmites australis), szczaw lancetowaty (Rumex hydrolapathum), oczeret Tabernemontana (Schoenoplectus tabernaemontani), marek szerokolistny (Sium latifolium), pałka szerokolistna (Typha latifolia).
ChAll. : turzyca błotna (Carex acutiformis), turzyca tunikowa (Carex appropinquata), turzyca Buxbauma (Carex buxbaumii), turzyca dwustronna (Carex disticha), turzyca zaostrzona (Carex acuta), turzyca sztywna (Carex elata), turzyca prosowa (Carex paniculata), turzyca nibyciborowata (Carex pseudocyperus), turzyca brzegowa (Carex riparia), turzyca dzióbkowata (Carex rostrata), turzyca pęcherzykowata (Carex vesicaria), turzyca lisia (Carex vulpina), szalej jadowity (Cicuta virosa), kłoć wiechowata (Cladium mariscus), przytulia błotna (Galium palustre), kosaciec żółty (Iris pseudacorus), tojeść bukietowa (Lysimachia thyrsiflora), kropidło piszczałkowate (Oenanthe fistulosa), gorysz błotny (Peucedanum palustre), mozga trzcinowata (Phalaris arundinacea), wiechlina błotna (Poa palustris), jaskier wielki (Ranunculus lingua), tarczyca pospolita (Scutellaria galericulata).
Comp. : krwawnica pospolita (Lythrum salicaria), tojeść pospolita (Lysimachia vulgaris), psianka słodkogórz (Solanum dulcamara), rzęsa drobna (Lemna minor), siedmiopalecznik błotny (Comarum palustre).